# Nybelinia surmenicola
Nybelinia surmenicola is een lintworm (Platyhelminthes; Cestoda). De worm is tweeslachtig. De soort leeft als parasiet in andere dieren.
Het geslacht Nybelinia, waarin de lintworm wordt geplaatst, wordt tot de familie Tentaculariidae gerekend. De wetenschappelijke naam van de soort werd voor het eerst geldig gepubliceerd in 1929 door Okada in Dollfus.